# Nußdorf am Attersee
Nußdorf am Attersee ist eine Gemeinde in Oberösterreich im Bezirk Vöcklabruck  im Hausruckviertel mit 1132 Einwohnern (Stand 1. Jänner 2025). Die Gemeinde liegt im Gerichtsbezirk Vöcklabruck.

## Geografie
Nußdorf am Attersee liegt auf 500 m Höhe im Hausruckviertel. Die Ausdehnung beträgt von Nord nach Süd 8,2 km, von West nach Ost 6,3 km. Die Gesamtfläche beträgt 27,3 km², 44,3 % der Fläche sind bewaldet, 23,8 % der Fläche sind landwirtschaftlich genutzt. Höchster Punkt ist das 1015 m hohe Rossmoos.

### Ortsteile der Gemeinde
Das Gemeindegebiet umfasst folgende Ortschaften (in Klammern Einwohnerzahl Stand 1. Jänner 2025):
- Aich (141)
- Aichereben (61)
- Dexelbach (17)
- Lichtenbuch (88)
- Limberg (37)
- Nußdorf am Attersee (540)
- Parschallen (128)
- Reith (32)
- Streit (29)
- Zell (59)

Nußdorf am Attersee gliedert sich in die Ortslagen Am Hauserbichl, Dickau, Dickaubucht, Pichlmühle, Sichtenberg, Wienerroith, Wieserbauer und in mehrere Einzellagen.

## Geschichte
Die ersten Siedlungen gab es in Form von Pfahlbauten in der Jungsteinzeit.
Im Nußdorfer Ortsteil „Gmauret“ sind Fundamente eines alten Mauerwerkes zum Vorschein gekommen, von denen man annimmt, dass sie aus der Römerzeit stammen.
Dass das Gemeindegebiet schon bald nach der Völkerwanderung neu besiedelt war, bezeugt die frühe urkundliche Erwähnung der beiden Ortschaften Zell und Reith („per fines riute et celle in aterse“, 748) in einem Mondseer Codex aus dem 12. Jahrhundert. Bei Reith handelt es sich um einen frühen Rodungsnamen, Zell bedeutet eine außerhalb der Klostergemeinschaft (in diesem Fall Mondsee) gelegene Mönchszelle.
Die erste urkundliche Erwähnung von Nußdorf stammt aus dem Jahr 1190 und lautete „Nisdorf“, alle späteren Belege verzeichnen jedoch die heutige Lautgestalt „Nußdorf“. Der Name Nußdorf bedeutet, dass es sich um ein Dorf handelt, in dem Nussbäume wachsen. Gegen Ende des Mittelalters, als der Siedlungsraum und die landwirtschaftlich nutzbare Fläche knapp wurden, entstanden durch Rodung neue Ortschaften im bergigen Hinterland (z. B. Wienerroith, urkundlich 1325 als „Winderreut“).
Zins- und Robot-Leistungen waren lange Zeit an das Nonnenkloster Traunkirchen (1020 gegründet, 1573 aufgehoben)
zu entrichten. Geringe Freiheiten hatten sich im 14. Jahrhundert vier Bauerngüter erkämpft. Die Pfarre Nußdorf dürfte sich Anfang des 14. Jahrhunderts verselbständigt haben. In der Gegenreformationszeit war hier eine Predigtstelle der Jesuiten.
Nach der Gewährung der Religionsfreiheit (Toleranzpatent 1781) bauten dreißig evangelische Familien eine eigene Schule in Zell am Attersee, die von 1789 bis 1925 bestand. In dieser „Konfessionsschule“ wurden seinerzeit die meisten evangelischen Kinder des Attersee- und Attergaugebietes unterrichtet.
Eine Brandkatastrophe zerstörte 1857 sämtliche Häuser des Ortskernes von Nußdorf. Auch der Pfarrhof und das wertvolle Pfarrarchiv wurden ein Raub der Flammen.
In der zweiten Hälfte des 19. Jahrhunderts kamen die ersten Sommergäste nach Nußdorf, und in der Folgezeit entstanden einige Villenbauten am See. Zu erwähnen sind hier die Latzel-Villa, die bei einem späteren Umbau den klassizistischen Schlosscharakter erhielt.

## Kultur und Sehenswürdigkeiten

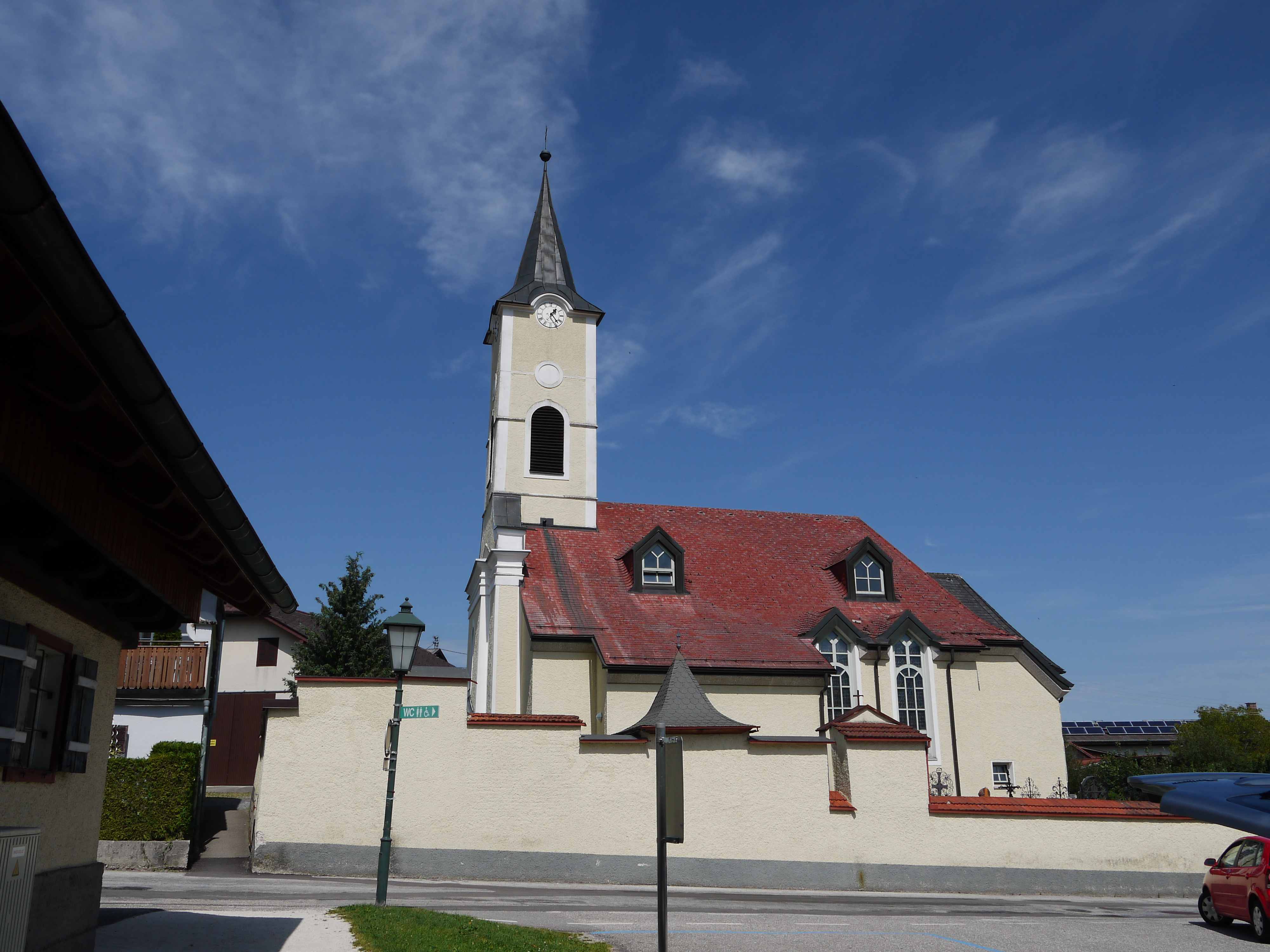
Pfarrkirche Nußdorf am Attersee

- Katholische Pfarrkirche Nußdorf am Attersee hl. Mauritius: Ursprünglich gab es eine kleine spätgotische Landkirche, die durch einen modernen Umbau 1987/88 erweitert wurde. Der gotische Chorbogen und das Presbyterium (Altarraum) mit dem Netzrippengewölbe blieben erhalten. Der Hochaltar in spätbarock-klassizistischer Form stammt aus dem Jahr 1837; das Altarbild von einem namentlich nicht bekannten Maler zeigt den hl. Mauritius in der Kleidung eines römischen Soldaten mit den Gefährten Johannes und Paulus sowie zwei römische Palastbeamte. Die beiden (Wetter-)Heiligen Johannes und Paulus sind auch als Barockstatuen (in römischer Legionärskleidung und mit der Palme als Märtyer-Kennzeichen) an der Wand vor dem Chorbogen präsent. Ob die Wahl dieser Heiligen auf frühchristliche Spuren aus der Römerzeit zurückgehen könnte, kann an dieser Stelle nicht geklärt werden, erstaunlich ist es aber schon, dass so viel „Römisches“ in der Kirche ist. Bekannt wurde das Marienbild auf der linken Seite im Kirchenraum. Der akademische Maler Emanuel Oberhauser verwendete als Modell für das Gesicht der Madonna ein Porträt von Emma Adler (1858–1935), der Gattin von Victor Adler (Gründer der sozialdemokratischen Partei Österreichs). Das Ehepaar Adler verbrachte mehrmals den Sommer in Parschallen. Dem Vorwurf, dass er eine „jüdische“ Frau bzw. eine „Rote“ (Sozialistin) abgebildet habe, konnte der Maler entgegnen, dass Maria selbst ja schließlich auch eine Jüdin gewesen sei. - Interessant ist in Zusammenhang mit dem Mariengemälde die Bildung einer Legende, welche besagt, die Kirche sei bei einem Brand zerstört worden, nur das Bild sei dabei unversehrt geblieben. Offensichtlich werden hier historische Tatsachen wie die Brandkatastrophe von Nußdorf (1857) und das Aufsehenerregende des Marienbildes in eine Beziehung gebracht. Die nach dem Kirchenumbau vom belgischen Orgelbauer Patrick Collon 1998 errichtete einmanualige Orgel mit geteilten Registern und angehängtem Pedal ist nach Art der alten spanischen Orgeln aufgebaut. An der südseitigen Friedhofsmauer steht eine interessante Grabkapelle mit beschrifteten Totenschädeln und bemalten Reliefbildern (Geburt Christi, Flucht nach Ägypten – 1868).
- Ransonnet-Villa: Früher ein Priesterseminar-Heim, derzeit Seminarhotel „Grafengut“, welches 1873 von Eugen Freiherr von Ransonnet-Villez (1838–1926) erbaut wurde. Die Tochter des Freiherrn vermachte den Besitz der Diözese Linz. Ransonnet war ein weltgereister Marineoffizier der k.u.k. Armee und betätigte sich zugleich als Maler und Schriftsteller. Zum Beispiel malte er um 1860 in einer Tauchglocke die Korallenwelt des Indischen Ozeans. Zahlreiche Bäume und Gewächse, die er von seinen Weltreisen mitbrachte, ließ er im Park der Villa pflanzen. Eine Riesenthuje hat mittlerweile einen Stammumfang von acht Metern erreicht. Als Gründer des „Union Yacht Club Attersee“ 1886 hat Ransonnet zur Erschließung des Atterseegebietes für den modernen Tourismus einen wichtigen Beitrag geleistet.
- Wildholzweg: Ein Erlebnisholzweg mit einer Länge von rund einem Kilometer und zwölf Stationen.[2]
- Reiserbauer-Mühle: Eine Mühle aus dem 17. Jahrhundert, die in den 1980er Jahren von einer privaten Gruppe wieder instand gesetzt wurde.[3]

## Wirtschaft und Infrastruktur

### Veranstaltungen
- Internationaler Nußdorfer Bergpreis
- Radrennen zum Dachsteinblick

## Politik
Der Gemeinderat hat 13 Mitglieder.
- Mit den Gemeinderats- und Bürgermeisterwahlen in Oberösterreich 2003 hatte der Gemeinderat folgende Verteilung: 6 ÖVP, 4 FPÖ und 3 SPÖ.
- Mit den Gemeinderats- und Bürgermeisterwahlen in Oberösterreich 2009 hatte der Gemeinderat folgende Verteilung: 8 ÖVP, 3 FPÖ und 2 SPÖ.
- Mit den Gemeinderats- und Bürgermeisterwahlen in Oberösterreich 2015 hatte der Gemeinderat folgende Verteilung: 9 ÖVP und 4 FPÖ.
- Mit den Gemeinderats- und Bürgermeisterwahlen in Oberösterreich 2021 hat der Gemeinderat folgende Verteilung: 10 ÖVP und 3 FPÖ.[4]

### Bürgermeister
- bis 2009 Johann Gebetsberger (ÖVP)
- seit 2009 Josef Mayrhauser (ÖVP)

### Wappen
Offizielle Beschreibung des Gemeindewappens: „In Blau eine erniedrigte, silberne Wellenleiste, darauf ein silbernes Segelboot mit goldenem Rumpf; im Schildfuß eine goldene, liegende Walnuß.“
Die Gemeindefarben sind Blau-Weiß-Blau.
Das 1982 verliehene Wappen symbolisiert mit der Walnuss den Ortsnamen und verweist mit Segelboot und Wellenleiste auf die Lage am Attersee und den dort betriebenen Wassersport.

## Rezeption
Im Roman "Der Trafikant" von Robert Seethaler aus dem Jahr 2012 wächst der Protagonist, Franz Huchel, in Nußdorf am Attersee auf. Im Verlauf des Romans hält er die Beziehung zu seiner Mutter, selbst mittlerweile in Wien lebend, weiter aufrecht, während sie von dem sich unter dem Eindruck des Nationalsozialismus entwickelnden Geschehen aus Nußdorf berichtet.

## Persönlichkeiten

### Söhne und Töchter der Gemeinde
- Károly Huszár (1882–1941), ungarischer Politiker und Ministerpräsident
- Franz Maul (* 1954), österreichischer Architekt

### Mit der Gemeinde verbundene Persönlichkeiten
- Alexander Brenner (1859–1936), Mediziner
- Daniel Hemetsberger (* 1991), österreichischer Skirennläufer, aufgewachsen in Nußdorf
- Lotte Medelsky (1880–1960), Schauspielerin
- Alexander Popp (1891–1947), Architekt, Baumeister und Möbeldesigner
- Eugen Freiherr von Ransonnet-Villez (1838–1926), Diplomat, Maler, Lithograph, Biologe und Forschungsreisender
- Dora von Stockert-Meynert (1870–1947), Schriftstellerin, Lyrikerin und Dramatikerin
- Kurt Waldheim (1918–2007), UNO-Generalsekretär, Bundespräsident, besaß ein Haus in Nußdorf